# Chiesa di San Giovanni (Caltanissetta)
La chiesa di San Giovanni, detta anche chiesa del Purgatorio, è un edificio religioso di Caltanissetta, all'interno del quartiere degli Angeli.

## Storia
La fondazione della chiesa risale al XI secolo, poiché essa è menzionata in un documento del 1101 che la annovera come priorato di regio patronato dell'abbazia della Santissima Trinità di Mileto fondata dal Gran Conte Ruggero; tale condizione fu ribadita anche in una successiva bolla di papa Eugenio III del 1150.
Nel 1454 il vescovo di Girgenti concesse il suolo per la costruzione della sacrestia alla Congregazione del Purgatorio; nel 1606 fu assegnata alla Confraternita del Purgatorio e in quell'occasione fu restaurata e ingrandita.
Nel 1711, grazie al generoso lascito del sacerdote Riccobene, la chiesa subì un radicale restauro che, secondo le testimonianze, non lasciò nulla della preesistente chiesa. Nel 1747 fu elevata a parrocchia dal vescovo di Girgenti Lorenzo Gioeni, in visita a Caltanissetta, e le fu assegnato l'intero quartiere di San Francesco, insieme con le chiese di Santa Croce, del Crocifisso e di San Biagio.
Nel 1806 l'interno fu decorato con stucchi; nel 1910, grazie ai fondi raccolti dal canonico Natale, rettore della chiesa, furono rifatti la facciata, l'altare in marmo e il simulacro di Sant'Antonio. Fino alla seconda guerra mondiale custodì alcune opere d'arte tra cui un bozzetto in terracotta raffigurante San Giovanni, oggi esposto al museo diocesano di Caltanissetta, e il Crocifisso dello Staglio, dipinto oggi custodito presso l'abbazia di Santo Spirito. L'edificio subì danni in occasione del bombardamento di Caltanissetta del 1943, e fu ricostruito nel 1945.
Nel 2008 la Soprintendenza ai Beni Artistici e Culturali di Caltanissetta ha eseguito dei lavori di restauro che hanno interessato sia l'interno (conservazione di stucchi e dipinti) che l'esterno del luogo di culto (realizzazione di una copertura con capriate in legno lamellare).

## Descrizione
La chiesa si trova all'interno del dedalo di vicoli del quartiere arabo di Caltanissetta, non lontano dalla chiesa di San Domenico. Nella facciata in pietra arenaria, a unico ordine e sormontata da un timpano triangolare, spicca un asse contenente il portale, la statua di san Giovanni e il finestrone che illumina l'interno; a sinistra si erge la torre campanaria. L'interno, decorato dal Pollace, presenta una navata unica in cui sono presenti tre scomparti laterali con altrettanti altari. Vi sono custodite alcune opere, tra cui l'Immacolata, piccola statua opera del Biangardi; il San Giuseppe in legno realizzato nel XVIII secolo e un dipinto di San Giuseppe realizzato dallo stesso  Pollace. Il fonte battesimale è il più antico della città.

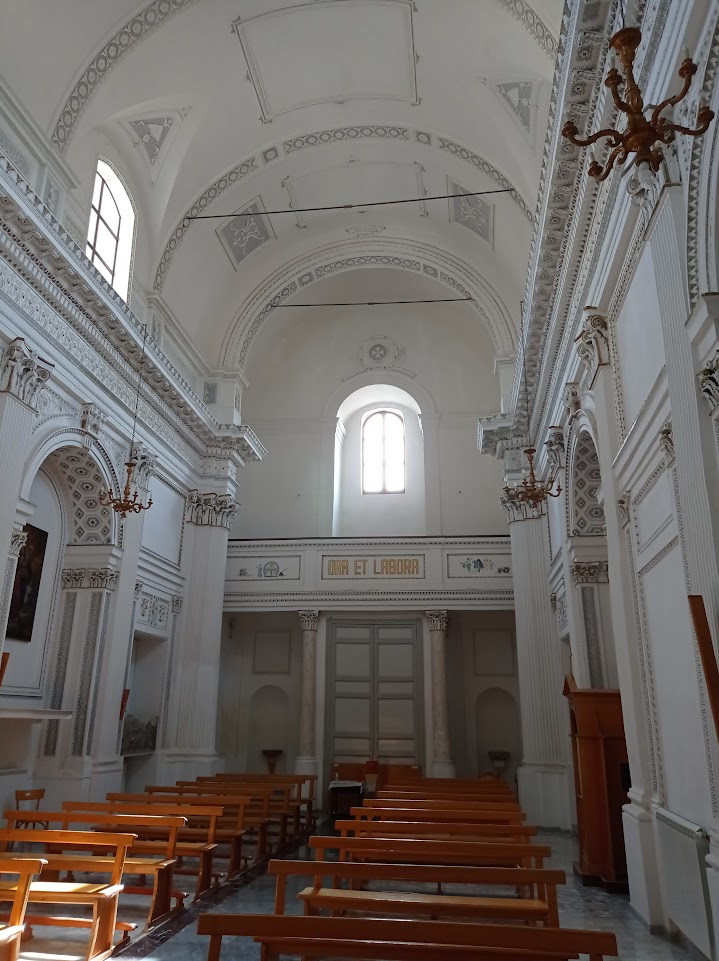
Interno chiesa di San Giovanni

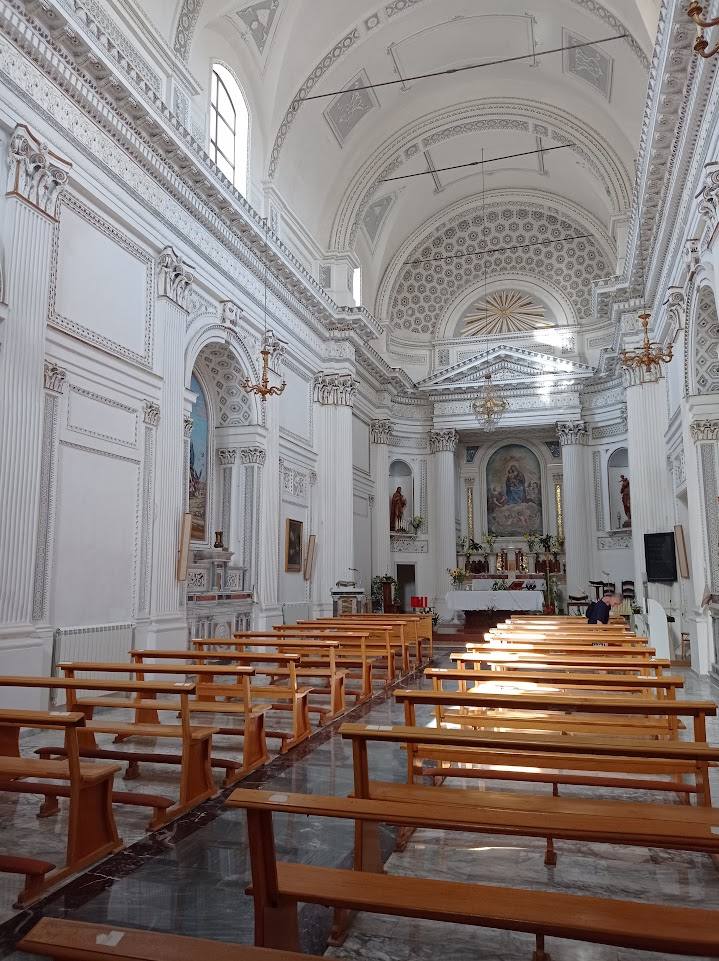
Interno chiesa di San Giovanni

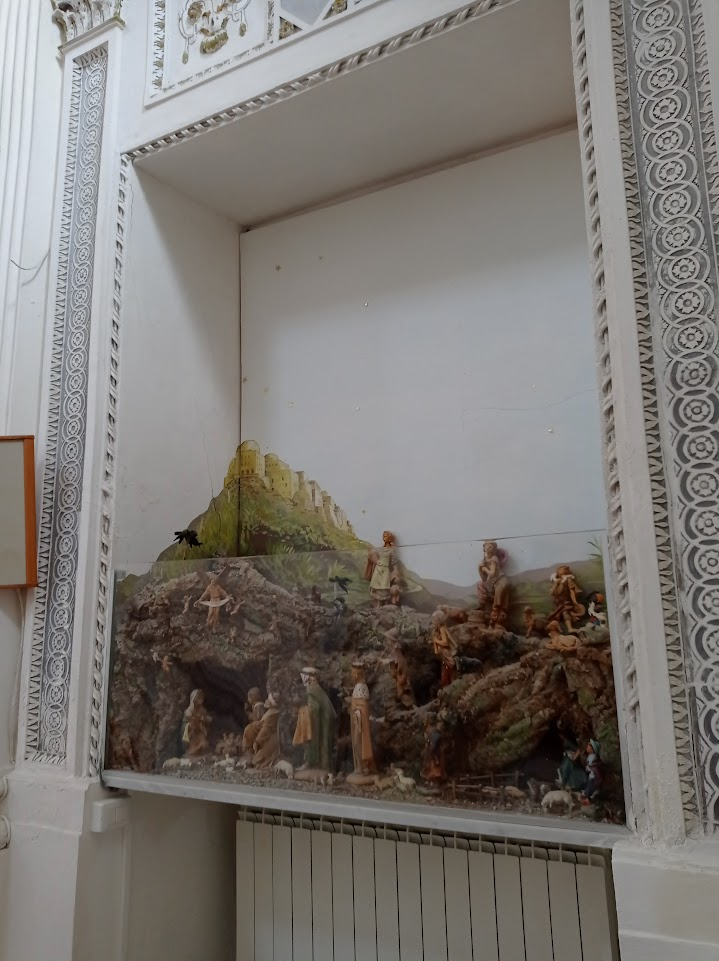
Presepe all'interno della chiesa di San Giovanni

## Opere

### Mosaici
|  | Nome                                 |
|  | ------------------------------------ |
|  | San Giuseppe e la Madonna sull'asino |
|  | San Giuseppe nella bottega           |

### Tele
|  | Nome                |
|  | ------------------- |
|  | Cristo Crocifisso   |
|  | Madonna col bambino |

### Statue
|  | San Cristoforo                                 |
|  | San Giovanni Battista                          |
|  | San Giovanni Battista (di Francesco Biangardi) |